# Roger de Coverley
Roger de (eller of) Coverley (alternativt Sir Roger de Coverley eller ...Coverly) är en engelsk och skotsk folkdans (också känd som The Haymakers). En tidig version publicerades i The Dancing Master, nionde utgåvan (1690). Dansen nämns också i Charles Dickens' En julsaga (från 1843), liksom i Silas Marner av George Eliot. Dansen spelar vidare en roll i Dorothy Sayers novell The Queen's Square och i Washington Irvings The Sketch Book of Geoffrey Crayon. Den nämns också i Sons and Lovers av D. H. Lawrence (från 1913). Frank Bridge använde melodin 1922 i sin tonsättning Sir Roger de Coverly (A Christmas Dance), medan H. E. Bates kallar en räv för Sir Roger i romanen Love for Lydia.

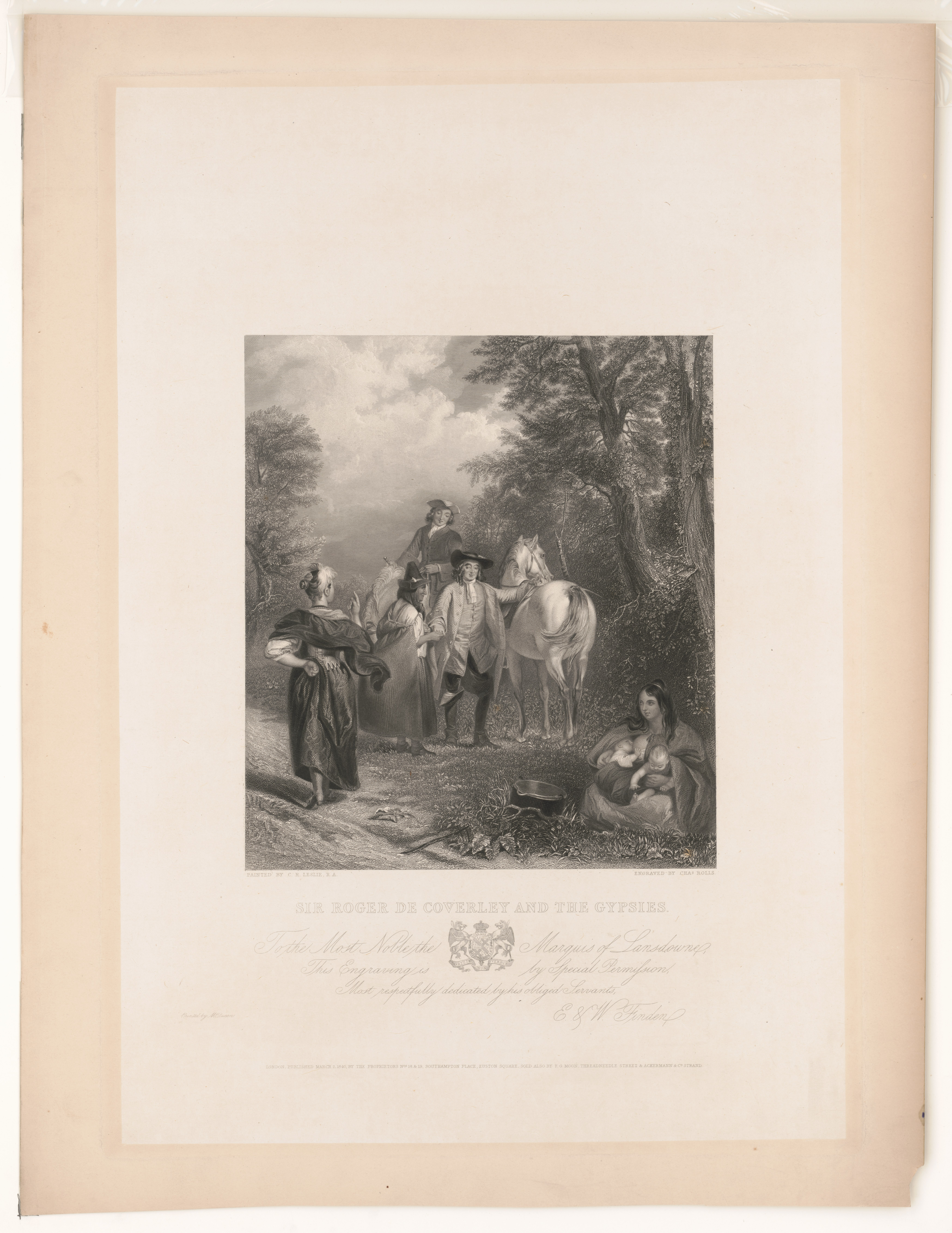
Sir Roger de Coverley and gypsies, 1840

Sir Roger de Coverley var också en karaktär i The Spectator. En engelsk lantjunkare från drottning Annas regeringstid, exemplifierade Sir Roger en gammal lantlig gentlemans värderingar, och porträtterades som älskvärd men en smula löjlig, vilket fick hans Torypolitik att synas harmlös men dum. Han påstods vara sonson till mannen som uppfann dansen.
En tyst karaktär benämnd Major —— de Coverly uppträder i Joseph Hellers roman Moment 22. Frånvaron av namnet kan bero på bruket att kalla dansen endast Coverley.